# داريل بونيلا
داريل بونيلا (بالإنجليزية: Daryl Bonilla)‏ هو مصارع محترف وممثل أمريكي، ولد في 16 فبراير 1975 في هونولولو في الولايات المتحدة.

## وصلات خارجية
- داريل بونيلا على موقع CageMatch worker (الإنجليزية)

- داريل بونيلا على موقع IMDb (الإنجليزية)